# ۵۱۷ (خورشیدی)
۵۱۷ پانصد و هفدهمین سال هجری خورشیدی است.